# Lavertezzo
Ne doit pas être confondu avec Lavertezzo Valle.
Lavertezzo est une commune suisse du canton du Tessin, située dans le district de Locarno.

## Géographie

Photo aérienne (1946)

La commune était divisée, jusqu'en 2020, en deux parties distinctes : le village de Lavertezzo Valle, dans le val Verzasca (avec les hameaux d'Aquino, Rancone et Sambugaro) et, dans la plaine de Magadino, l'enclave de Lavertezzo Piano, qui comprend les hameaux de Riazzino, Montedato et Bugaro. Depuis le 18 octobre 2020, la commune ne comprend que la localité de Lavertezzo Piano.

## Histoire
Cité pour la première fois, en 1327, sous le nom de Laverteze . 
Au Moyen Age, Lavertezzo fut une circonscription de la communauté de Verzasca et partagea le sort de la vallée. Pendant des siècles, la population habita alternativement la vallée et la plaine, où elle passait l'hiver avec le bétail. Après la suppression des Terricciole ("petites terres"), propriété indivise de Locarno, Minusio et Mergoscia, Riazzino fut attribué à Lavertezzo en 1920) .
L'économie, essentiellement liée à l'agriculture et à l'élevage, était aussi alimentée par les revenus de l'émigration (surtout vers l'Italie, où elle s'étendit jusqu'à Palerme). L'exploitation du granit commença en 1873. Pendant les dernières décennies du XXe siècle, Riazzino se développa fortement avec la construction de centres commerciaux et de divertissement et l'établissement de plusieurs entreprises. En 2000, le secteur primaire offrait encore un bon dixième des emplois dans la commune .
Le 18 octobre 2020, la section Lavertezzo Valle devient avec Brione, Corippo, Frasco, Sonogno, Vogorno et Gerra Valle (localité de Cugnasco-Gerra), une localité de la nouvelle commune de Verzasca ; la commune de Lavertezzo voit ainsi sa superficie considérablement réduite à la localité de Lavertezzo Piano .

## Monuments
L'église paroissiale Notre-Dame-des-Anges date du XVIIIe siècle. La paroisse se sépara de Vogorno au XVIe siècle et devint une prévôté en 1806.
Lavertezzo est caractérisé par un pont à deux arches du XVIIe siècle.

## Démographie
| 1596 | 1636 | 1850 | 1900 | 1950 | 2000  |
| ---- | ---- | ---- | ---- | ---- | ----- |
| 400  | 460  | 464  | 685  | 358  | 1 098 |